# Gateball

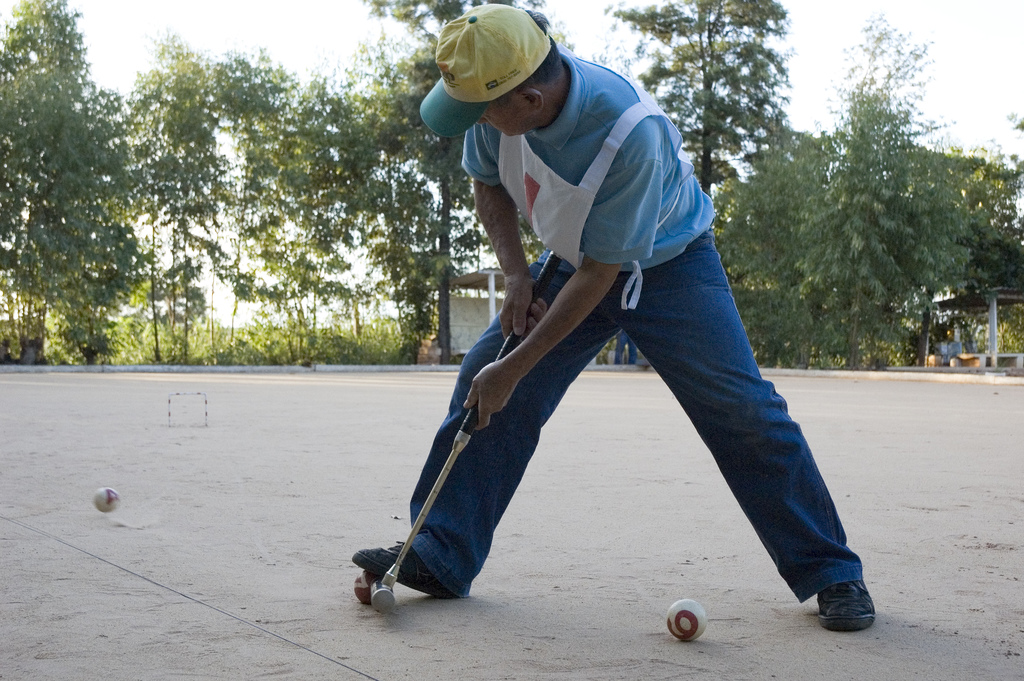
Gateball-Spieler in Aktion

Gateball (jap. ゲートボール, Gētobōru) ist eine dem Croquet verwandte Mannschaftssportart, die vor allem in Ostasien und Amerika verbreitet ist und sich regional bereits zum Breitensport entwickelt hat. Es gilt insbesondere als ein Sport für Senioren, ist aber für alle Altersklassen geeignet.

## Geschichte
Gateball wurde 1947 von Eiji Suzuki in der Kleinstadt Memuro in der japanischen Präfektur Hokkaidō erfunden. Er hatte dieses Spiel ursprünglich für Kinder konzipiert, da es aber leicht zu erlernen und körperlich nicht besonders anstrengend ist, entwickelte es sich langsam zu einem generationenübergreifenden Sport.
Ende der 1970er-Jahre war Gateball in ganz Japan verbreitet, und japanische Auswanderer begannen, den neuen Sport in anderen Ländern vorzustellen. 1984 wurde die Japan Gateball Union gegründet, ein Jahr später entstand die World Gateball Union (WGU) mit Landesverbänden aus Japan, China, Südkorea, der Republik China (Taiwan), Brasilien und den Vereinigten Staaten als Gründungsmitglieder. 1986 fand in Hokkaidō die erste Gateball-Weltmeisterschaft statt.
In den folgenden Jahren wurden vor allem in Südamerika und Ostasien weitere Landesverbände gegründet. 2001 war Gateball Einladungssportart der VI. World Games in Akita. Im Jahr 2003 trat der australische Verband der WGU bei. Der erste europäische Gateball-Club wurde 2005 in Wolfsburg in Deutschland gegründet. 2006 fand die 9. Gateball-Weltmeisterschaft auf der südkoreanischen Insel Jeju-do statt.
Heute wird Gateball weltweit von mehr als 8 Millionen Menschen gespielt, davon 6 Millionen alleine in Japan. Vor allem Senioren begeistern sich für Gateball, da dieser Sport auch noch im hohen Alter betrieben werden kann und dabei die körperliche Fitness nachweislich verbessert wird. Als Präzisionssportart erfordert Gateball höchste Konzentrations-Fähigkeit; es geht dabei um Koordinationsgefühl, strategisches Denken und zeitliches Taktgefühl.

„Es ist ein Sport, der überall und von jedermann gespielt werden kann. Geeignet ist Gateball für alle Altersgruppen, ob Mann oder Frau.“

Gateball wird nicht nur von Senioren gut angenommen, sondern ist auch für Menschen mit Behinderungen geeignet. So verzeichnete zum Beispiel die Chinese Taipei Gateball Association in Taipeh in der Republik China  (Taiwan) im Jahr 2004 über 200.000 Gateball-Spieler mit einem Alter von mehr als 60 Jahren, die etwa 5000 Spieler-Teams sowie etwa 8000 Schiedsrichter stellten. Darüber hinaus gab es 2004 in Taipeh etwa 60 Teams von Behinderten, die als Rollstuhlfahrer Gateball spielten. Der weltweite Erfolgszug von Gateball wird mittlerweile auch von den Croquet-Sportverbänden wahrgenommen und teils kritisch hinterfragt.

## Spielregeln

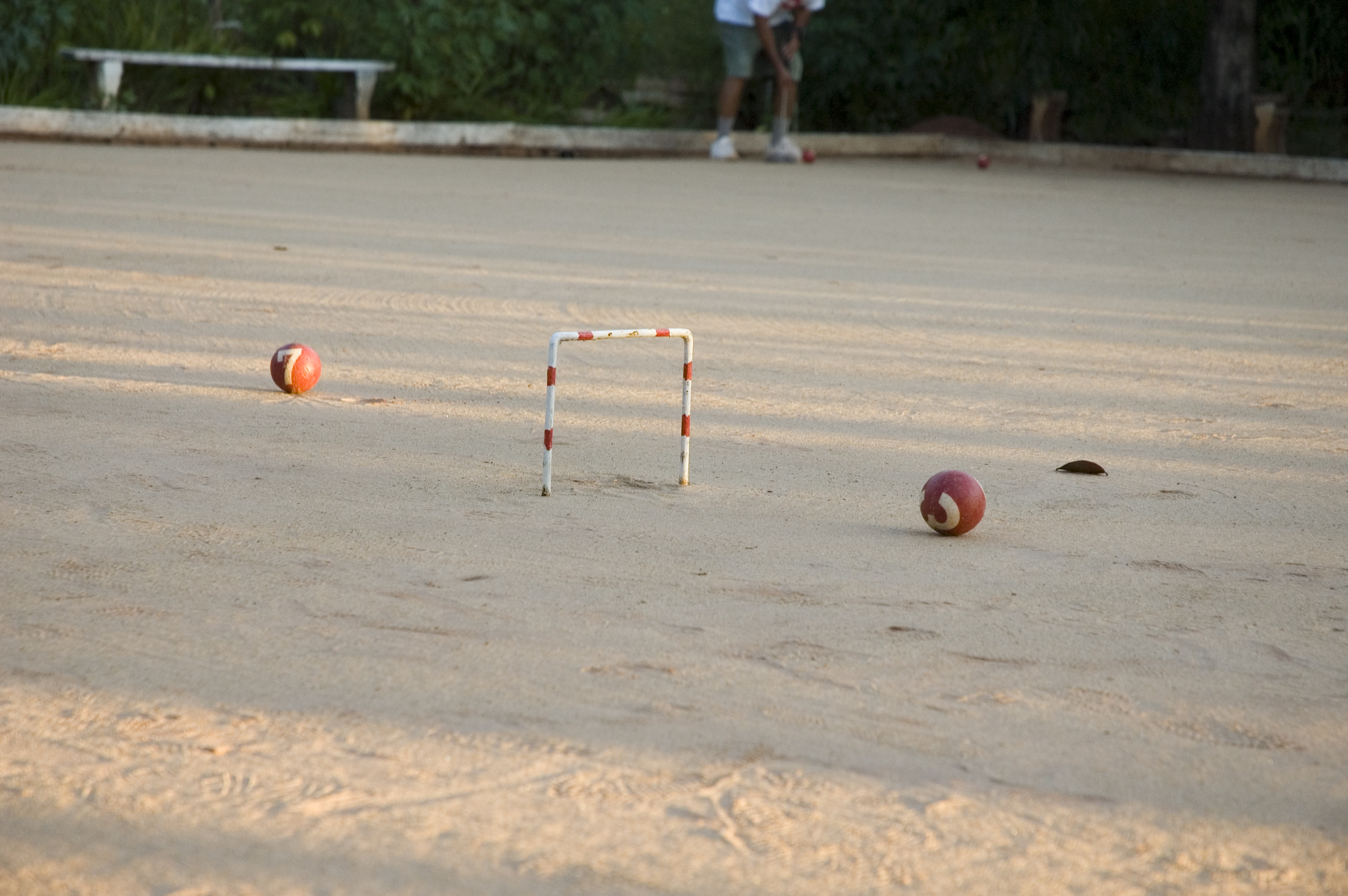
Gateball-Spielfeld mit nummerierten Bällen und einem der drei Tore.

Gateball kann sowohl im Freien als auch in der Halle gespielt werden. Das rechteckige Spielfeld ist 20–25 m lang und 15–20 m breit. Auf dem Feld befinden sich drei Tore und ein Zielpfosten, die von Kunststoffbällen in der vorgegebenen Reihenfolge angespielt werden müssen. Geschlagen wird der Ball wie bei Croquet mit einem Holzhammer (Mallet), die Position des Spielers ähnelt beim Schlagen der des Puttens beim Golf. Jedes durchlaufene Tor zählt einen Punkt, das Erreichen des Ziels zwei Punkte. Das Berühren des Balls mit dem Mallet ist nur beim Abschlag erlaubt und gilt sonst als Foul.
Gespielt wird in zwei gegeneinander antretenden Teams mit jeweils fünf Mitgliedern, jeder Spieler spielt dabei seinen eigenen mit einer Nummer versehenen Ball. Die Bälle sind je nach Teamzugehörigkeit rot oder weiß gefärbt; die roten Bälle (bzw. das „rote Team“) tragen die ungeraden Nummern 1, 3, 5, 7 und 9; und die weißen Bälle (bzw. das „weiße Team“) tragen die geraden Nummern 2, 4, 6, 8 und 10. Es wird abwechselnd geschlagen, wodurch es möglich ist, dem gegnerischen Team die Wege zum Tor zu versperren. Gewonnen hat die Mannschaft, die in der Spielzeit von 30 Minuten die höchste Punktzahl erreicht.